# Жёлтая стрела
«Жёлтая стрела́» — аллегорическая повесть Виктора Пелевина, написанная в 1993 году. Впервые напечатана в журнале «Новый мир» (№ 7, 1993, с. 96-121). Входила в состав разных сборников с произведениями автора.

## Сюжет
Всё действие происходит в «Жёлтой стреле» — поезде, идущем к разрушенному мосту, заключающем для персонажей повести весь мир. Главный герой по имени Андрей пытается понять этот мир. Он путешествует по поезду, общается с разными людьми и осознаёт никчёмность суетности жизни, сосредоточенной вокруг материальных ценностей. В результате своих размышлений Андрей покидает поезд. Весь поезд и его пассажиры замирают, Андрей похищает у проводника ключи и открывает дверь тамбура. В результате ему открывается спасение от обыденной реальности.

## Художественные особенности
Суть повести можно охарактеризовать как поиски себя в жизни, осознание своей цели. Герой повести проделывает путь от суетной бесконечности к нулю, замиранию или вневременью. Об этом свидетельствует необычная нумерация глав произведения — от 12 к 0. Мир поезда, его краски, звуки, запахи, автор представляет в отрицательном свете.
В повести используется множество аллегорий, множество раз обыгрывается железнодорожная тематика в любом объекте этого мира. Поезд символизирует жизнь, разрушенный мост — смерть, стук колёс — ход времени. Присутствует ряд отсылок к Библии. В произведении также присутствует аллюзия на притчу Франца Кафки «Железнодорожные пассажиры». По мнению критиков, в произведении присутствуют мотивы мистического учения Карлоса Кастанеды.

## Влияние
По мотивам повести «Жёлтая стрела» написан текст песни «Горящая стрела» группы «Ария» (альбом «Химера»), «Жёлтая стрела» исполнителей Horus и «Зараза» (альбом «Прометей роняет факел»), а также песня «Жёлтая стрела» группы «Ежовы Рукавицы». В 2025 году вышел совместный трек «Жёлтая стрела» групп «Обе-Рек» и «Чёрный Обелиск» (в исполнении «Обе-Рек» вошёл в альбом «Алый край неба»).